# Sriednije Kirmieni
Sriednije Kirmieni (ros. Средние Кирмени) – wieś (sieło) w Rosji, w Tatarstanie, w rejonie mamadyskim. W 2010 liczyła 412 mieszkańców.